# 講道館四天王
講道館四天王（こうどうかんしてんのう）は、柔道の講道館創成期から黎明期にかけて、他流試合の代表選手として、また講道館の師範代として活躍した4人の柔道家。

## 四天王
| 氏名       | 氏名 | 出生年 | 死亡年 | 肩書き   |
| ---------- | ---- | ------ | ------ | -------- |
| 西郷四郎   |      | 1866年 | 1922年 | 柔道六段 |
| 横山作次郎 |      | 1864年 | 1912年 | 柔道七段 |
| 山下義韶   |      | 1865年 | 1935年 | 柔道十段 |
| 富田常次郎 |      | 1865年 | 1937年 | 柔道七段 |

## 概略
この4人は他の柔術の道場から講道館へと移り嘉納治五郎の弟子となった者などであり、その実力は並みの門下生では歯が立たなかったとされている。また、当時、警視庁などで行われた他流試合において、他の柔術の実力者に勝利、もしくは劣らなかったとされているなど柔道を広めるにあたって活躍した。
西郷四郎
会津藩士・志田貞二郎の三男として若松に生まれる。16歳の時、元会津藩家老・西郷頼母の養子となる。1882年に上京し、成城学校に入学、井上敬太郎の道場で学んでいる間に同流の嘉納治五郎に素質を見出されて講道館に移籍した。得意な技は山嵐。小説の姿三四郎の主人公のモデル。
横山作次郎
井上敬太郎の道場で学んでいたが、23歳の時に嘉納治五郎の講道館に入門。向ヶ丘弥生社警視庁武術大会で、初代警視庁柔術世話掛の4人のうちの1人、中村半助と、55分試合をし、引き分けとなった。柔道教範を執筆。
山下義韶
武芸の指南役の家系に生まれる。講道館入門後、警視庁柔術世話掛、慶應義塾體育會柔道部師範となる。1902年にアメリカに渡海、講話などを通じて柔道の普及に尽力した。ワシントンD.C.で身長2メートルを超えるレスラー、ジョージ・グランドと試合をし、勝利した。この試合を見ていたセオドア・ルーズベルト大統領に認められ、合衆国海軍兵学校の教官となった。
富田常次郎
病院長夫人の弟として生まれた。病院で嘉納治五郎の父、嘉納次郎作と出会い、次郎作に才を見出され、嘉納家の書生となった。その後、講道館に入門、志田四郎と共に講道館初の初段位を許された。中村半助と試合をし、勝利した。赤坂溜池に日本で初めての体育クラブとなる東京体育クラブを設置した。常次郎の次男、富田常雄は、小説、姿三四郎を書き上げた。